# Geisa
Geisa là một thị xã ở huyện Wartburg, bang Thuringia, Đức. Đô thị này tọa lạc ở dãy núi Rhön, 26 km về phía đông bắc của Fulda.
Geisa là nằm bên sông Ulster.
Các ngoại ô:
- Town overall: 3390
  - City of Geisa (dân số khoảng 2260)
  - Suburb Borsch (dân số khoảng 690)
  - Suburb Bremen (dân số khoảng 320)
  - Suburb Geblar (dân số khoảng 60)
  - Suburb Otzbach (dân số khoảng 140)
  - Suburb Wiesenfeld (dân số khoảng 180)

## Dân địa phương nổi bật
- Athanasius Kircher (1602–1680)
- Peter Philipp von Dernbach
- Adalbert Geheeb (1842–1909)
- Moritz Goldschmidt (1863–1916)
- Paul Geheeb (1870–1961)
- Eugene Buechel (1874–1954)